# Jack Wills
Jack Wills (рус. Джек Уиллс) — британский бренд одежды, направленный на студентов высших учебных заведений. Первый оригинальный магазин Джек Уиллс открылся в Девоне, на юго-западе Англии в 1999 году.
Сейчас насчитывается около 60 магазинов. Девять находится в Лондоне, а также в университетских городах и приморских курортах. Четыре магазина можно найти в Шотландии и два в Ирландии.
По началу большинство магазинов находились в Великобритании, однако два магазина были в Ирландии, в Килдэре и Дублине. В мае и июле 2010 года Джек Уиллс открылся в Америке, в Нантакете, Мартасе и Бостоне. Всего 13 магазинов в США. Несмотря на это расширение, генеральный директор Питер Уильямс заявил, что бренд останется британским.
В последние годы Джек Уиллс начал открывать магазины за пределами Великобритании, с франшизы в Принстоне (Нью-Джерси), три магазина в Гонконге, два магазина в Дубае, один в Кувейте и один в Ливане.

## История
Джек Уиллс была основана в 1999 году Питером Уильямсом и Робертом Шоу, названа компания в честь деда Питера — Джек Уильямс. Оригинальный магазин был в Salcombe, Девон, расположенный на 22 Fore Street. Это оригинальный адрес часто пишут в справочниках, на этикетках бренда. В 2008 году был запущен бренд Обен и Уиллс, рассчитанный на более старых клиентов.
Бренд направлен на аспекты традиционной британской военной тематики и спортивного дизайна в своей продукции, и использует темно-синий и розовый цвета для упаковки, а также в одежде. Компания обычно располагает свои магазины в исторических зданиях, таких как старые пабы или загородные дома.
Фирменный логотип — фазан с цилиндром и тростью. Компания публикует лукбуки каждый сезон. Стиль одежды колеблется от традиционной британской официальной одежды, такие как рубашки, твидовые пиджаки и блейзеры, до более современной повседневной одежды: топы с капюшоном, спортивные штаны, футболки и рубашки-поло. Такие продукты, как регби рубашки и сумки также продаются, как и товары для дома, канцелярия.
Также у марки есть направленность на «частную школу» и «опрятный» брендинг; ценовая стратегия Jack Wills определяет, что одежда не может считаться доступным каждому. Марка оснащена такими линиями одежды как спортивно ориентированная — коллегиальный брендинг, например одежда, относящаяся к поло, регби, а также к гребле. Тем не менее, лейбл популярен в средних школах и колледжах. Бренд не использует обычные рекламные модели, и не полагается на «сарафанное радио».
Марка 'Aubin & Wills’ была запущена в сентябре 2008 года как дочерний бренд, нацеленный на более зрелых покупателей, в возрасте 25 лет и выше, которые недавно окончили высшее образование и находятся в полной занятости. Его лозунг: «Modern British design inspired by the past living in the present» (Современный британский дизайн, вдохновленный прошлым, существующий в настоящем).